# Liste bedeutender Seeunfälle im 17. Jahrhundert
Diese Liste schwerer Seeunfälle im 17. Jahrhundert verzeichnet Unglücke der Seefahrt, bei denen es zum Verlust von Menschenleben oder hohen Sachschäden kam.

## Schiffsunglücke zwischen 1601 und 1700
| Datum         | Name                                          | Tote                                     | Hergang |
| ------------- | --------------------------------------------- | ---------------------------------------- | --- |
| 10. Aug. 1628 | Vasa                                          | < 50                                     | Auf ihrer Jungfernfahrt sank das schwedische Kriegsschiff Vasa im Hafen von Stockholm, wobei 30 bis 50 der 150 Besatzungsmitglieder umkamen. 1961 gehoben, steht das Schiff als bedeutendstes Denkmal Stockholms im Vasa-Museum. |
| 4. Juni 1629  | Batavia                                       | 20 Tote durch das Unglück, 125 Ermordete | Das Handelsschiff der Niederländischen Ostindien-Kompanie strandete infolge eines Navigationsfehlers an einem Riff nahe der australischen Westküste. Unter den Schiffbrüchigen, welche sich zunächst auf das Riff retten konnten, kam es bald zu einer Meuterei unter Führung des Jeronimus Cornelisz, die vor allem den Diebstahl der wertvollen Ladung zum Ziel hatte. In einer mehrmonatigen Schreckensherrschaft töteten die Meuterer 125 Personen, bis eine Entsatztruppe dem ein Ende bereiten konnte. |
| 2. Nov. 1641  | Nuestra Señora de la Pura y Limpia Concepción | 500                                      | Die spanische Galeone Nuestra Señora de la Pura y Limpia Concepción, beladen mit etwa 60 Tonnen Silber, Edelsteinen und chinesischem Porzellan der Ming-Zeit, geriet im September 1641 auf der Fahrt von Havanna nach Spanien nach acht Tagen Fahrt in einen schweren Sturm und wurde dabei beschädigt. Nach Änderung der Fahrtroute Richtung Puerto Rico zwecks Reparatur der Schäden lief das Schiff am 2. November etwa 110 km vor der dominikanischen Nordküste auf ein Korallenriff, schlug dabei leck und sank. Die 200 Mann starke Besatzung und etwa 300 Passagiere kamen dabei um. Wegen der großen Menge an mitgeführten Silberbarren und Silbermünzen wurde das Riff danach „Silver Bank“ genannt. 1684 fand der in Neuengland (heutiger US-Bundesstaat Maine) geborene Schiffbauer William Phips nach drei Jahren Suche das Wrack vor der Küste der heutigen Dominikanischen Republik und barg einen Teil der Ladung in Form von 32 Tonnen Silber. In späteren Jahren wurden von mehreren Expeditionen weitere Teile des Ladegutes geborgen. 1993 erwarb schließlich Kapitän Tracy Bowden von der dominikanischen Regierung die Bergungsrechte und konnte unter Einsatz modernster Technik eine große Menge an Münzen, Diamanten, historischen Gebrauchsgegenständen und Ming-Porzellan aus dem 15. Jahrhundert bergen. |
| 10. Sep. 1651 | Werftunglück in Emden                         | 255                                      | Im Hafen von Emden kippte ein neugebauter Zweimaster von etwa 180 ts während des Stapellaufes um. 255 sich an Deck befindende und neben dem Schiff stehende Menschen wurden dabei vom Rumpf erschlagen oder stürzten zu Tode. Die Zahl der Toten könnte möglicherweise noch höher gewesen sein, zeitgenössische Quellen sprechen jedoch zumeist von 255 Opfern, womit rund 1,7 Prozent der damaligen Stadtbevölkerung zu den Getöteten gezählt hätte. |
| 6. Nov. 1664  | La Lune                                       | 1100                                     | Das französische dreimastige Linienschiff La Lune sank am Morgen des 6. November 1664 in Sichtweite der französischen Küste bei Toulon vor den Îles d’Hyères. Von den 1.200 Menschen an Bord (350 Mann Besatzung, viele Verwundete und Kranke und 10 Kompanien des Regiments de Picardie) überlebten nur etwa 100 Mann. |
| 5. Mai 1668   | Santissimo Sacramento                         | 1000                                     | Die portugiesische Galeone Santissimo Sacramento, die als Eskorte eines von Portugal nach Brasilien segelnden Konvois diente, lief aufgrund eines Navigationsfehlers des Lotsen kurz vor dem Hafen von Salvador da Bahia auf ein Riff. Trotz Notsignalen konnte wegen des stürmischen Wetters kein Schiff zur Hilfeleistung auslaufen. Kurz vor Mitternacht drückte eine Sturmbö das beschädigte Schiff vom Riff in tiefes Wasser, wo es sofort sank. Von den über 1.000 Menschen an Bord konnten sich nur 70 retten. |
| 11. Okt. 1683 | Wapen von Hamburg                             | 64                                       | Das hamburgische Konvoischiff Wapen von Hamburg geriet am 10. Oktober 1683, nach einer Konvoibegleitung im Hafen von Cádiz auf Reede liegend, aus ungeklärter Ursache in Brand. Sämtliche Löschversuche scheiterten, so dass das Schiff letztlich kurz nach Mitternacht explodierte, als das Feuer die Pulverkammer erreichte. Der bereits zu Lebzeiten berühmte Admiral Berend Jacobsen Karpfanger kam auf dem Schiff ums Leben. |
| 22. Okt. 1690 | Breda                                         | 600                                      | Im Hafen von Cork (Irland) geriet das britische 70-Kanonen-Linienschiff Breda aus ungeklärten Gründen in Brand und explodierte, nachdem die Flammen die Pulverkammer erreicht hatten. Ungefähr 600 Seeleute und Seesoldaten kamen dabei um, nur wenige überlebten. |
| Feb. 1691     | Oriflamme                                     | 256                                      | Vor der bretonischen Küste sinkt das französische 50-Kanonen-Linienschiff Oriflamme bei seiner Rückkehr aus der Karibik nach Frankreich. Alle 256 Mann der Besatzung kamen ums Leben. |
| 3. Sep. 1691  | Coronation und Harwich                        | 1000                                     | Ein im Ärmelkanal vor Plymouth kreuzender Flottenverband der Royal Navy und der Koninklijke Marine wurde von einem schweren Südweststurm getroffen. Die Schiffe standen damit in der großen Gefahr, an die Küste getrieben zu werden. Mehrere Kapitäne entschieden sich deshalb für den gefährlichen Versuch, in den Plymouth Sound einzulaufen und sich damit in Sicherheit zu bringen. Hierbei geriet das Linienschiff Harwich (70 Kanonen) bei Maker Point auf Grund und wurde von der Brandung zerschlagen, wobei 450 Mann der Besatzung ertranken. Das Linienschiff Coronation (90 Kanonen) verlor schon vor dem Eingang in den Plymouth Sound seine Masten, versuchte sich durch Ankern zu retten und sank zwischen Rame Head und Penlee Point in einer Regenbö. Von den etwa 550 Mann Besatzung überlebten nur etwa 20. Die Linienschiffe Royal Oak (74 Kanonen) und Northumberland sowie eine Reihe kleinerer Schiffe strandeten ebenfalls; die Besatzungen konnten aber gerettet werden. |
| Feb. 1694     | Ridderschap van Holland                       | 302                                      | Der Ostindienfahrer Ridderschap van Holland der Niederländischen Ostindien-Kompanie geriet auf der Reise von der Kapkolonie nach Batavia aus ungeklärten Gründen im Indischen Ozean in Verlust. Das Schiff gilt als verschollen. Beim Untergang des Dreimasters starben vermutlich 302 Menschen, zudem ging mit dem Schiff eine größere Menge an Gold- und Silbermünzen verloren. |
| 1. März 1694  | ?                                             | 823                                      | Ein unter dem Kommando von Admiral Sir Francis Wheler stehender englisch-niederländischer Flottenverband mit insgesamt etwa 85 Kriegs- und Handelsschiffen geriet vor Gibraltar in einen schweren Sturm. Insgesamt gingen 13 Schiffe verloren, darunter das Flaggschiff Sussex (80 Kanonen), die beiden kleineren Linienschiffe Cambridge (70 Kanonen) und Lumley Castle (56 Kanonen) sowie drei kleinere Kriegsschiffe. Nur zwei der 550 Mann an Bord der Sussex konnten sich retten. Insgesamt starben 823 Besatzungsmitglieder der Royal Navy. Die Zahl der Opfer auf den verlorengegangenen Handelsschiffen ist unbekannt. An Bord der Sussex befand sich wahrscheinlich ein großer Geldbetrag. |